# コリー・バーク
コリー・ラマー・クロスギル・バーク（Cory Lamar Crossgill Burke、1991年12月28日 - ）は、ジャマイカ・キングストン出身のサッカー選手。ジャマイカA代表。メジャーリーグサッカー・ニューヨーク・レッドブルズ所属。ポジションはフォワード。

## 経歴

### リヴォリ・ユナイテッドFC
2013年から2015年までの3シーズンをジャマイカの1部リーグであるジャマイカン・ナショナルプレミアリーグに属するリヴォリ・ユナイテッドFCでプレー。通算25得点を記録し、2015-16シーズンにおいてはリーグ得点ランキングで2位になる。

### ベスレヘム・スティールFC
リヴォリ・ユナイテッドFCでの活躍により、2016年2月17日ベスレヘム・スティールFCへのレンタル移籍が決まる。
2016年5月、FCモントリオール戦においてUSLチャンピオンシップデビューを果たす。同年6月、シャーロット・インディペンデンス戦においてUSLチャンピオンシップ初得点を記録する。同シーズン、合計21試合4得点を記録。2016年11月にベスレヘム・スティールFCへ完全移籍する。
2017年シーズン、USLチャンピオンシップにおいて24試合に出場9得点を記録する。

### フィラデルフィア・ユニオン
2018年シーズン、フィラデルフィア・ユニオンに完全移籍。
2018年3月3日、ニューイングランド・レボリューション戦においてメジャーリーグサッカーデビューを果たし、2得点目のアシストを記録する。
2018年5月、CFモントリオール戦においてメジャーリーグサッカー初得点を記録。
レギュラーポジションを確立し、同シーズンメジャーリーグサッカーで29試合に出場10得点を記録(10得点はチームメートのファファ・ピコーと並びチームトップの得点数) 。
2019年、ポートモア・ユナイテッドFCにレンタル移籍する。合計20試合に出場11得点を記録する。
2020年2月、オーストリア・ブンデスリーガに属するSKNザンクト・ペルテンレンタル移籍する。
2020年6月2日、WSGスワロフスキー・ティロル戦においてオーストリア・ブンデスリーガ初得点を記録し、さらにハットトリックを決め、チームを勝利へ導いた。
移籍期間終了までにオーストリア・ブンデスリーガにおいて11試合に出場し4得点を記録する。
2020年10月フィラデルフィア・ユニオンに戻り、同シーズンニューイングランド・レボリューション戦において、チームの最終得点を記録、チーム初のMLSサポーターズ・シールドを受賞する。
2020年シーズン終わりにフィラデルフィア・ユニオンと1年間の契約延長オプション付き2年契約を結ぶ。
2022年シーズンを含めるとMLSではフィラデルフィア・ユニオンの選手として93試合に出場し25得点9アシストを記録している。

### ニューヨーク・レッドブルズ
2022年11月21日、ニューヨーク・レッドブルズに2年契約で移籍した。

### ジャマイカ代表
2016年9月7日、ハイチ代表戦において先発し、ジャマイカA代表デビューを果たす。
2016年10月12日、カリビアンカップ2017予選ラウンドのガイアナ代表戦において初得点を記録する。
2016年11月13日、カリビアンカップ2017予選ラウンドにおける最終グループステージのスリナム代表戦で自身、代表戦2得点目となる決勝点を決め代表チームは2017 CONCACAFゴールドカップの出場権を獲得した。
2017 CONCACAFゴールドカップでは5試合に出場、チームを準優勝に導く原動力になる。
2019 CONCACAFネーションズリーグ (予選)において、4ゴールを記録し2019 CONCACAFネーションズリーグのリーグB進出に貢献する。
2021 CONCACAFゴールドカップの代表メンバーに選出され、グループステージのグアドループ代表戦において同点ゴールを決める活躍を見せた。

## 表彰
フィラデルフィア・ユニオン
- サポーターズ・シールドを受賞:1回（2020）[11]